# گودره (مجارستان)
گودره (به مجاری:  Gödre) یک منطقهٔ مسکونی در مجارستان است که در ناحیه هدی‌هات واقع شده‌است. گودره ۸۵۹ نفر جمعیت دارد.